# 碘化铁(I)
碘化铁(I)是一种无机化合物，化学式为FeI。
碘化铁(I)不稳定，可以通过Fe(CO)2I的热分解得到。在高压（123~360 GPa）下，它的空间群为P1，晶胞参数a=4.257, b=4.256, c=4.262, α=100.9°。对其继续加压，FeI的Fe原子变为电子的接受体，接受来自碘的电子。